# 파키스탄 국립은행
파키스탄 국립은행(우르두어:  بینک دولت پاکستان, 영어: State Bank of Pakistan, 약칭 SBP)은 파키스탄의 중앙은행이다. 본점은 카라치에 있다.
1948년 6월에 제정된 《1948년 파키스탄 국립은행법》에 의해 중앙은행이 설립되었다. 현재의 근거법은 《1956년 파키스탄 국립은행법》이다. 파키스탄 루피의 가치의 유지 등 파키스탄 경제에 중요한 역할을 맡고 있다.